# Rosa Tarlovsky de Roisinblit
Rosa Tarlovsky de Roisinblit (Moisés Ville, Santa Fe, 15 de agosto de 1919) es una activista argentina de derechos humanos, actual vicepresidenta de la asociación Abuelas de Plaza de Mayo. Fue obstetra.

## Biografía
Es nieta e hija de los primeros colonos judíos fruto de la colonización judía en la Argentina.
Transitó las aulas universitarias de Rosario entre 1935 y 1937, año en que obtuvo el título de obstetra otorgado por la entonces Universidad Nacional del Litoral. Ganó por concurso el cargo de Partera Jefa de la Maternidad Escuela de Obstetricia de Rosario. 
Ya en Buenos Aires, se casó con Benjamín Roisinblit en 1951. Tuvieron una única hija a la que llamaron Patricia Julia. 
El 6 de octubre de 1978, durante la última dictadura cívico-militar argentina (1976-1983), Patricia (integrante de Montoneros), su hija de 15 meses Mariana Eva Pérez y su compañero José Manuel Pérez Rojo fueron secuestrados. Patricia estaba embarazada de 8 meses de su segundo hijo. La niña fue devuelta a su familia, no así el niño nacido en cautiverio. Testimonios de sobrevivientes de la ESMA, indicarían luego que Patricia dio a luz en ese campo de concentración un varón al que llamó Rodolfo Fernando. Allí Patricia relató a sus compañeras de cautiverio que ella y José se encontraban detenidos en una casa en la zona oeste del Gran Buenos Aires, perteneciente a la Fuerza Aérea Argentina. La Justicia determinó años después que se trataba de la Regional de Inteligencia Buenos Aires (RIBA).
A partir del secuestro de su hija, Rosa se incorporó al grupo de mujeres que conformaría la Asociación Abuelas de Plaza de Mayo. Fue designada Tesorera de la Comisión Directiva, cargo que ocupó desde 1981 hasta 1989, cuando pasó a ser la Vicepresidenta de la institución. 
El nieto de Rosa fue apropiado por Francisco Gómez, un agente de inteligencia de la Fuerza Aérea quien, junto a su esposa Teodora Jofré, inscribieron al niño como hijo propio bajo el nombre de Guillermo Francisco Gómez. El 13 de abril del año 2000, Abuelas de Plaza de Mayo recibió una denuncia anónima acerca del caso, y ese mismo año, después de ser visitado por su hermana Mariana, Guillermo aceptó realizarse un análisis genético para determinar si era hijo de desaparecidos. En 2004, su identidad fue restituida, y actualmente su nombre es Guillermo Rodolfo Fernando Pérez Roisinblit. Por la apropiación de Guillermo fueron condenados Francisco Gómez, Teodora Jofré y Jorge Luis Magnacco a las penas de siete años y seis meses, tres años y un mes, y diez años de reclusión respectivamente.
En 2013, Marcela Bublik publicó el libro Abuela. La historia de Rosa Roisinblit, una Abuela de Plaza de Mayo. Rosa participó de múltiples presentaciones del libro en distintos lugares de la Argentina. La publicación fue declarada de Interés para la Promoción y Defensa de los Derechos Humanos por la Legislatura de la Ciudad Autónoma de Buenos Aires. 
Fue querellante en el juicio que dio por probado un plan sistemático de apropiación de niños durante la última dictadura cívico-militar, que resultó en las condenas de Jorge Rafael Videla, Reynaldo Bignone, Jorge Eduardo Acosta, Santiago Riveros, Antonio Vañek, Jorge Luis Magnacco y Antonio Azic. En la causa que investigó la desaparición de su hija y su yerno en la RIBA, en 2016 fueron sometidos y encontrados culpables Omar Graffigna, Luis Trillo y Francisco Gómez, recibiendo las condenas de 25 años los dos primeros y 12 años para Gómez.

## Distinciones
- Doctorado honoris causa de la Facultad de Ciencias Médicas, de la Universidad Nacional de Rosario, 2022.[5]
- Reconocimiento de la Cámara de Senadores de la Provincia de Santa Fe por su labor institucional en derechos humanos. Octubre de 2021.
- Personalidad Destacada de Moisés Ville, en homenaje y reconocimiento a la misión inclaudicable por la defensa de los Derechos Humanos. Octubre de 2021.
- Premio Anual Azucena Villaflor, edición 2020, que reconoce a personalidades destacadas por su trayectoria cívica en defensa de los derechos humanos.[18]
- Mención de Honor Juana Azurduy otorgada por el Senado de la Nación, el 12 de septiembre de 2019.
- Condecorada con la Medalla al Mérito "Dr. Bernardo de Monteagudo" de la Honorable Legislatura de Tucumán, el 27 de junio de 2017.
- Declarada Visitante Ilustre de la Universidad Nacional de General Sarmiento, el 14 de julio de 2016.
- Declarada Persona Ilustre por la Honorable Legislatura de la Provincia de Santa Fe, en mayo de 2014.
- Mención de Honor "Domingo Faustino Sarmiento", máxima distinción que otorga el Senado de la Nación Argentina, 2014.
- Doctora Honoris Causa por la Universidad Nacional de la Patagonia San Juan Bosco. Trelew, 2011.[19]
- Reconocimiento por su resistencia a la dictadura militar en Argentina, otorgado por el Centro Simon Wiesenthal, Buenos Aires, 2010.
- Reconocimiento a la trayectoria, otorgado por la Secretaría de Derechos Humanos de la Provincia de Tucumán, 2010.
- Mención de Honor y Reconocimiento a la Trayectoria, otorgada por la ANSES, 2009.
- Ciudadana Ilustre de la Ciudad de Buenos Aires.[20] Distinción que otorga la Legislatura de la Ciudad Autónoma de Buenos Aires, 2008.
- Reconocimiento a la trayectoria por parte de DAIA (Delegación de Asociaciones Israelitas Argentinas), 2007.
- Premio Dorado de UMA (Unión de Mujeres Argentinas), 2007.
- Ciudadana Distinguida de la Ciudad de Rosario, 2007.
- Premio a la Trayectoria y Ejemplo de Vida, otorgado por la Comisión de Derechos y Garantías del Honorable Senado de la Nación, la Secretaría de Derechos Humanos de la Nación, la Secretaría de Derechos Humanos de la Provincia de Buenos Aires y la Asamblea Permanente por los Derechos Humanos, 2005.
- “University in Exile Award”, premio otorgado por la New School University, Nueva York, Estados Unidos, 2005.
- Doctora Honoris Causa en Derechos Humanos por la Universidad de Massachusetts, Boston, Estados Unidos, en 2000.
- Distinguida como Mayor Notable Argentina por la Cámara de Diputados de la Nación, 1999.